# CNBC Europe

CNBC Europe is een pan-Europese nieuwszender.
Op 9 december 1997 besloten Dow Jones & Company en NBC om een joint venture aan te gaan voor het oprichten van de internationale versie van het in de Verenigde Staten succesvolle CNBC. Als eerste richtte men CNBC Europe op. Daarnaast kwam er nog CNBC Asia, CNBC Japan Nikkei-CNBC, CNBC Turkije CNBC-e en het ook in Noord-Amerika te ontvangen CNBC World.

## Programmering CNBC Europe
- Today's Business Europe
- Squawk Box Europe
- Morning Exchange Europe
- Power Lunch Europe
- European Closing Bell
- The Age of Wal-Mart
- The Wall Street Journal Report
- Late Night with Jimmy Fallon
- Mad Money
- Business Center
- Street Signs